# Наумовский сельский округ (Акмолинская область)
Нау́мовский се́льский окру́г (каз. Наумов ауылдық округі) — административная единица в составе Аккольского района Акмолинской области Казахстана. 
Административный центр — село Наумовка.

## История
В 1989 году существовал как — Наумовский сельсовет (сёла Наумовка, Виноградовка, Орнек, Филипповка).
В периоде 1991—1998 годов сельсовет был преобразован в сельский округ в соответствии с реформами административно-территориального устройства Республики Казахстан.
Постановлением акимата Акмолинской области от 13 декабря 2013 года № А-11/556 и решением Акмолинского областного маслихата от 13 декабря 2013 года № 5С-20-10 «Об изменении административно-территориального устройства Акмолинской области» (зарегистрированное Департаментом юстиции Акмолинской области 21 января 2014 года № 3976):
- село Филипповка было переведено в категорию иных поселений и исключено из учётных данных,
- поселение села Филлиповка было включено в состав села Наумовка (административного центра сельского округа).

Постановлением акимата Акмолинской области от 14 декабря 2018 года № А-12/547 и решением Акмолинского областного маслихата от 14 декабря 2018 года № 6С-27-17 «О переименовании населенных пунктов Аккольского района Акмолинской области» (зарегистрированное Департаментом юстиции Акмолинской области 29 декабря 2018 года № 7007);
- село Виноградовка было переименовано в село Кемеркол.

## Население
| Численность населения | Численность населения | Численность населения |
| 1989                  | 1999                  | 2009                  |
| --------------------- | --------------------- | --------------------- |
| 2114                  | ↘1903                 | ↘1437                 |

## Состав
| № | Населённый пункт | Тип населённого пункта       | Население, 1989 | Население, 1999 | Население, 2009 |
| - | ---------------- | ---------------------------- | --------------- | --------------- | --------------- |
| 1 | Кемеркол         | село                         | 349             | 288             | 234             |
| 2 | Наумовка         | село, административный центр | 1 049           | 940             | 735             |
| 3 | Орнек            | село                         | 597             | 599             | 414             |
| 4 | Филипповка       | село, упразднено             | 119             | 76              | 54              |

## Местное самоуправление
Аппарат акима Наумовского сельского округа — село Наумовка, улица Акбидай, 33.
- Аким сельского округа — Шарипова Замзагуль Каримжановна[1].
- Депутат Аккольского районного маслихата по Наумовскому сельскому округу — Салыбекова Жулдызай Таубайкызы[10].